# Władysław Welfe
Władysław Welfe (ur. 20 maja 1927 w Kolbuszowej, zm. 7 lutego 2013 w Łodzi) – polski ekonomista, profesor zwyczajny Uniwersytetu Łódzkiego.

## Życiorys
Tytuł magistra ekonomii uzyskał w 1949 na Wydziale Prawno-Ekonomicznym Uniwersytetu Łódzkiego (UŁ). Stopień doktora nauk ekonomicznych uzyskał w 1960, a stopień doktora habilitowanego nauk ekonomicznych w 1964. Tytuł profesora nadzwyczajnego otrzymał w 1969, natomiast profesora zwyczajnego w 1974. Był promotorem blisko czterdziestu doktorów.
W latach 1965–1997 kierował Katedrą Ekonometrii UŁ, w latach 1970–97 był dyrektorem Instytutu Ekonometrii i Statystyki UŁ.
Na Uniwersytecie Łódzkim pełnił funkcje: prodziekana (1965–66) i dziekana (1966–69) Wydziału Ekonomiczno-Socjologicznego, prorektora UŁ (1972–78).
Był członkiem korespondentem Polskiej Akademii Nauk; od 1972 członkiem Komitetu Statystyki i Ekonometrii PAN (a w latach 1981–84 przewodniczącym Komitetu), a także członkiem Komitetu Nauk Ekonomicznych PAN. Był członkiem Rady Naukowej Instytutu Nauk Ekonomicznych PAN oraz wiceprzewodniczącym Rady Naukowej Zakładu Badań Statystyczno-Ekonomicznych GUS i PAN. Pełnił także funkcję przewodniczącego Wydziału II Nauk Humanistycznych i Społecznych Łódzkiego Towarzystwa Naukowego (1974–96).
Doctor honoris causa Uppsala University (1978), Akademii Ekonomicznej w Krakowie (1995), Universite Lyon 2, Lumiere (1997), Uniwersytetu Łódzkiego (2005).
Odznaczenia: Złoty Krzyż Zasługi (1959), Krzyż Kawalerski Orderu Odrodzenia Polski (1972), Medal Komisji Edukacji Narodowej (1973),  Zasłużony Nauczyciel PRL (1978), Krzyż Oficerski Orderu Odrodzenia Polski (1980); Krzyż Komandorski Orderu Odrodzenia Polski (1990); Krzyż Komandorski Orderu Odrodzenia Polski z Gwiazdą (2001). 
Autor wielu książek, redaktor monografii i autor kilkuset artykułów: wykaz publikacji w bazie Biblioteki Narodowej
Syn: prof. dr hab. Aleksander Welfe (ur. w 1960), ekonomista, członek rzeczywisty PAN, kierownik Katedry Modeli i Prognoz Ekonometrycznych Uniwersytetu Łódzkiego.